# Sumitomo Corporation

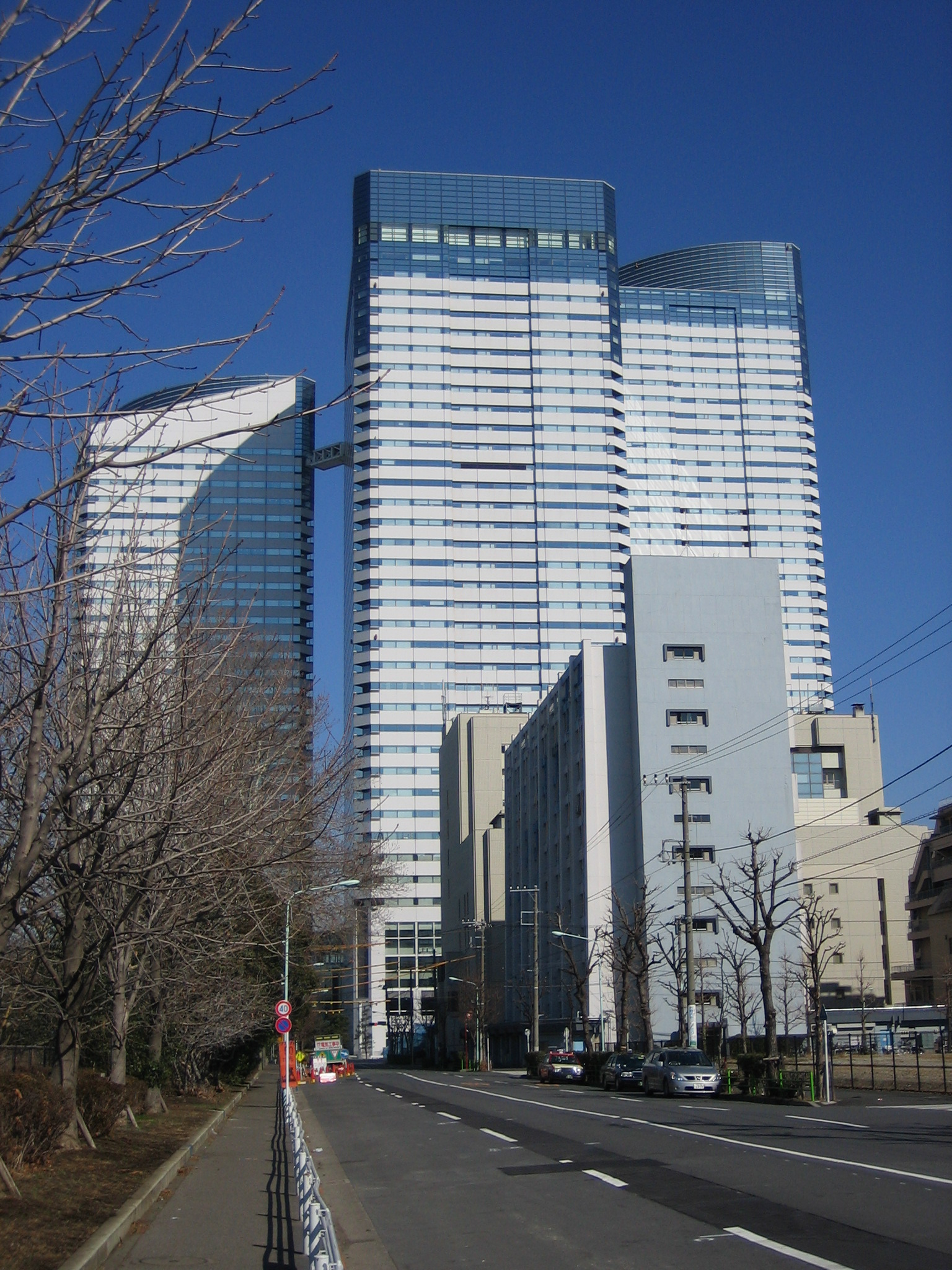
Штаб-квартира компанії в Токіо.

Sumitomo Corporation (яп. 住友商事) — японська торгова компанія. Входить до кейрецу Sumitomo Group. Компанія займає 244 місце в Fortune Global 500 (2011).

## Історія
Історія Sumitomo Corporation починається в 1919 році з заснування компанії з управління нерухомості Osaka Hokko Kaisha Ltd.
В 1944 Osaka Hokko Kaisha Ltd. зливається з Sumitomo Building Co., Ltd. і отримує назву Sumitomo Building and Real Estate Co., Ltd.
В 1945 об'єднана компанія набуває свій сучасний профіль, а саме — загальну торгівлю. Назва знову була змінена на Nihon Kensetsu Sangyo Kaisha, Ltd.
В 1949 компанія проходить процедуру лістингу на Токійській, Осакській і Нагойській біржах.
В 1952 назву компанії знову змінюється. Тепер вона іменується як Sumitomo Shoji Kaisha Ltd.
В 1970 відбувається злиття з Sogo Boeki Co., Ltd.
В 1978 компанія отримує свою сучасну назву — Sumitomo Corporation.
В 1995 була заснована дочірня компанія — Jupiter Telecommunications Co., Ltd., що працює на ринку кабельного телебачення.
В 2008 і 2009 роках структура компанії зазнала значну реорганізацію.

## Компанія сьогодні
Sumitomo Corporation є однією з найбільших оптових торгових компаній в Японії. Усередині країни компанія веде свою діяльність через 26 представництв. Крім Японії, Sumitomo Corporation представлена ще в 65 країнах світу (120 представництв).
Крім безпосередньо експорту та імпорту продукції компанія займається розробкою продукції (спільно з виробниками) та інвестиціями у виробництво і торгівлю.
Наприклад, компанії, поряд з Sumitomo Metal Mining Co. Ltd., належить:
- 15 % участі в родовищі золота Pogo Mine на Алясці (США);
- 3 % участі в родовищі міді Morenci Mine в Аризоні (США);
- 4 % участі в мідному родовищі Candelaria Mine в Чилі;
- 4,2 % участі в мідному родовища Cerro Verde Mine в Перу;
- 4 % участі в родовищі Ojos del Salade Copper Mine в Чилі;
- 18,2 % участі в мідному проекті Batu Hijau Mine в Індонезії;
- 6,7 % участі у проекті Northparkes Mine в Австралії.[3]

## Акціонери
До акціонерів Sumitomo Corporation належать такі компанії:
- Sumitomo Life Insurance
- Sumitomo Mitsui Banking Corporation
- The Bank of Tokyo-Mitsubishi UFJ
- Sumitomo Trust and Banking
- Japan Trustee Services Bank
- Mitsui Sumitomo Insurance
- NEC
- The Mitsubishi Trust and Banking Corporation
- The Dai-ichi Mutual Life Insurance Company
- UFJ Trust Bank Limited